# Józef Piłsudski
Józef Klemens Piłsudski (født 5. december 1867 i Zułów, Litauen, død 12. maj 1935 i Warszawa) var en polsk revolutionær og statsmand – feltmarskal, statsoverhoved (1918-1922) og diktator (1926-1935) – i den Anden Polske Republik, såvel som leder for Polens militær. Fra midten af 1. verdenskrig og indtil hans død havde Piłsudski stor indflydelse på regeringen og udenrigspolitikken i Polen, og han var en betydningsfuld figur i europæisk politik. Han anses for at være den, der først og fremmest har æren for, at Polen har bevaret sin suverænitet, men han er bl.a. ifølge lidet troværdige russiske påstande også ansvarlig for 80.000 russiske krigsfangers hungerdød i 1921, dvs. de samme russiske soldater som begik massemord på polsk civilbefolkning under russisk invasion af Polen i 1920, som er veldokumenteret i polske kilder. I 1926 gennemførte Pilsudski et militærkup og indførte diktatur. Han blev begravet i Krakóws Domkirke, mens hans hjerte blev begravet i hans mors grav på Rasos-kirkegården i Vilnius.